# 1Kilo
1Kilo é uma gravadora de rap e selo de música independente formada no Rio de Janeiro em 2016. Soma mais de 2 Bilhões de acessos nas principais plataformas digitais. É formada por DoisP,  Junior Lord, Mozart Mz,  Pelé Milflows,  RastaBeats (Produtor musical, Instrumental),  Dj Grego (Produtor musical, Beatmaker)

## Carreira
Durante uma passagem de sons em Florianópolis, Pablo Martins, DoisP, DJ Grego e Rasta Beats se juntaram e gravaram juntos algumas faixas. Depois se mudaram para o Rio de Janeiro e fundaram a 1Kilo. Com letras que falam de amor, política e diferença social, o grupo, é um fenômeno e soma mais de 6 milhões de inscritos no Youtube, principal canal de divulgação dos artistas.
Em dezembro de 2016, foi lançado primeiro álbum do grupo  intitulado "Poucos Vão Entender, Vol 1". Em março de 2017 lançaram o segundo álbum denominado "Reza Sincera, Vol 2". No mesmo mês, foi lançado o single "Deixe Me Ir", música que se tornou um sucesso, estando entre as músicas mais tocadas nas rádios e streamings musicais do Brasil em 2017, e logo se tornando uma das músicas mais escutadas da década, somando mais de 600 milhões de acessos. Em setembro de 2018, foi lançado a mixtape "Alma de Favela. Em 26 de abril de 2019 lançaram o primeiro álbum solo do artista Funkero "Poesia Marginal, Pt. 2: Criminologia".

## Discografia
Álbuns de Estúdio
- Poucos Vão Entender, Vol. 1 (2016)
- Reza Sincera, Vol. 2 (2017)
- Alma de Favela, Pt. 1 e Pt 2 (2018)
- Poesia Marginal, Pt. 2: Criminologia (2019)

## Prêmios e Indicações
| Ano  | Prêmio                  | Categoria    | Trabalho                         | Resultado |
| ---- | ----------------------- | ------------ | -------------------------------- | --------- |
| 2018 | MTV Millennial Awards   | Hit Do Ano   | Deixe Me Ir                      | Indicado  |
| 2018 | MTV Millennial Awards   | Beat BR      | Uma Noite à Toa (feat. Haikaiss) | Indicado  |
| 2018 | Prêmio Jovem Brasileiro | Melhor Banda | 1Kilo                            | Indicado  |